# Janez Puh
Janez Puh (27. jun 1862, Juršinci - 19. jul 1914. Zagreb) je bio slovenački mehaničar, pronalazač i vlasnik fabrike Puh, koji je postao vrlo poznat u automobilizmu. Živeo je i radio u Gracu (Austrija).

## Fabrika Puh
1891. je počeo proizvoditi bicikla i izvoziti ih u inostranstvo (Engleska, Francuska). 1899. je otvorio svoju kompaniju koja 1903. počinje proizvoditi motore a 1904. i automobile. 1912. fabrika Puh zapošljava 1100 radnika koja godišnje proizvodi 300 automobila, 300 motora i 16.000 bicikla. Takođe proizvodi automobil za Habzburšku dinastiju i Austro-Ugarsku vojsku.
Puh je nosilac 35 patenata iz oblasti automehanike.
Tradicija fabrike Puh i danas se nastavlja pod imenom Steyr-Daimler-Puch. Sedište fabrike je u Gracu i Beču.

## Spoljašnje veze
- Tehnički muzej Janeza Puha u Gracu